# Nikołaj Dmitrijew
Nikołaj Aleksandrowicz Dmitrijew (ros. Николай Александрович Дмитриев, ur. 11 sierpnia 1955, zm. 11 kwietnia 2004 w Moskwie) – rosyjski działacz kulturalny, krytyk muzyczny.
Był jednym z pierwszych promotorów muzyki jazzowej w ZSRR i Rosji. W latach 80. założył pierwsze rosyjskie pismo jazzowe „Dalo”. Współtwórca życia jazzowego w Moskwie – organizator koncertów w klubach, prezenter radiowy i telewizyjny, założyciel studia nagrań i centrum kulturalnego, publicysta.